# Nhandu coloratovillosus
Nhandu coloratovillosus ist eine brasilianische Vogelspinnenart. Es handelt sich um eine mittelgroße, zweifarbige Art mit einer struppigen Erscheinung.

## Verbreitung und Habitat
Die Spinne kommt im amazonischen Regenwald vor. Das Verbreitungsgebiet erstreckt sich entlang des Rio Araguaia vom Süden des Bundesstaates Pará, über den ganzen Bundesstaat Tocantins in den Osten des Bundesstaates Mato Grosso und Mato Grosso do Sul. Die Spinnen nehmen als Behausung gerne Termitenbauten in Beschlag oder man findet sie in Löchern auf Kuhweiden.

## Merkmale
Die Beine des Weibchens sind dicht behaart mit kurzem braunen oder gelbgrauem Wollhaar. An den Beinen hat es viele längere fuchsrote Haare, die bis zu einen Zentimeter lang werden können und ihm ein struppiges Aussehen geben. Der Carapax ist kastanienbraun gefärbt. Der Rand des Carapax ist heller als die Mitte. Das Opisthosoma ist ebenfalls kastanienbraun gefärbt und besitzt längere feuerrote Haare. Die Beine haben auf der Oberseite eine zebraartige Musterung. Die Femuren der Beine sind dunkel-kastanienbraun gefärbt. Die Patellae dagegen weisen eine gelbgraue Färbung auf. Die restlichen Glieder sind zweifarbig. Im Übergang von Tibia zu Metatarsus hat die Spinne einen breiten gelbgrauen Abschnitt und beim Übergang von Metatarsus zu Tarsus einen schmalen. Auf der Unterseite ist diese Zebramusterung nicht zu erkennen. Nur bei den Patellen ist sie angedeutet.
Die Spermathek des Weibchens besteht aus zwei langen und dicken und nur schmal verbundenen Receptacula seminis. Diese haben keine Köpfchen an ihren Enden. Die Spinne ist eine sogenannte „Bombardierspinne“, die Brennhaare zum Abstreifen auf dem Opisthosoma besitzt. Diese Brennhaare gehören zu den Reizhaartypen I und III. Sie besitzt Polster aus nach hinten verlaufenden Fiederhaaren an der Seite des Femurs des vierten Laufbeinpaares. Das Männchen hat Tibiaapophysen und die Art wurde deshalb von Schmidt in eine eigene Gattung gestellt, da die damals beschriebenen Nhandu-Arten diese nicht aufwiesen.

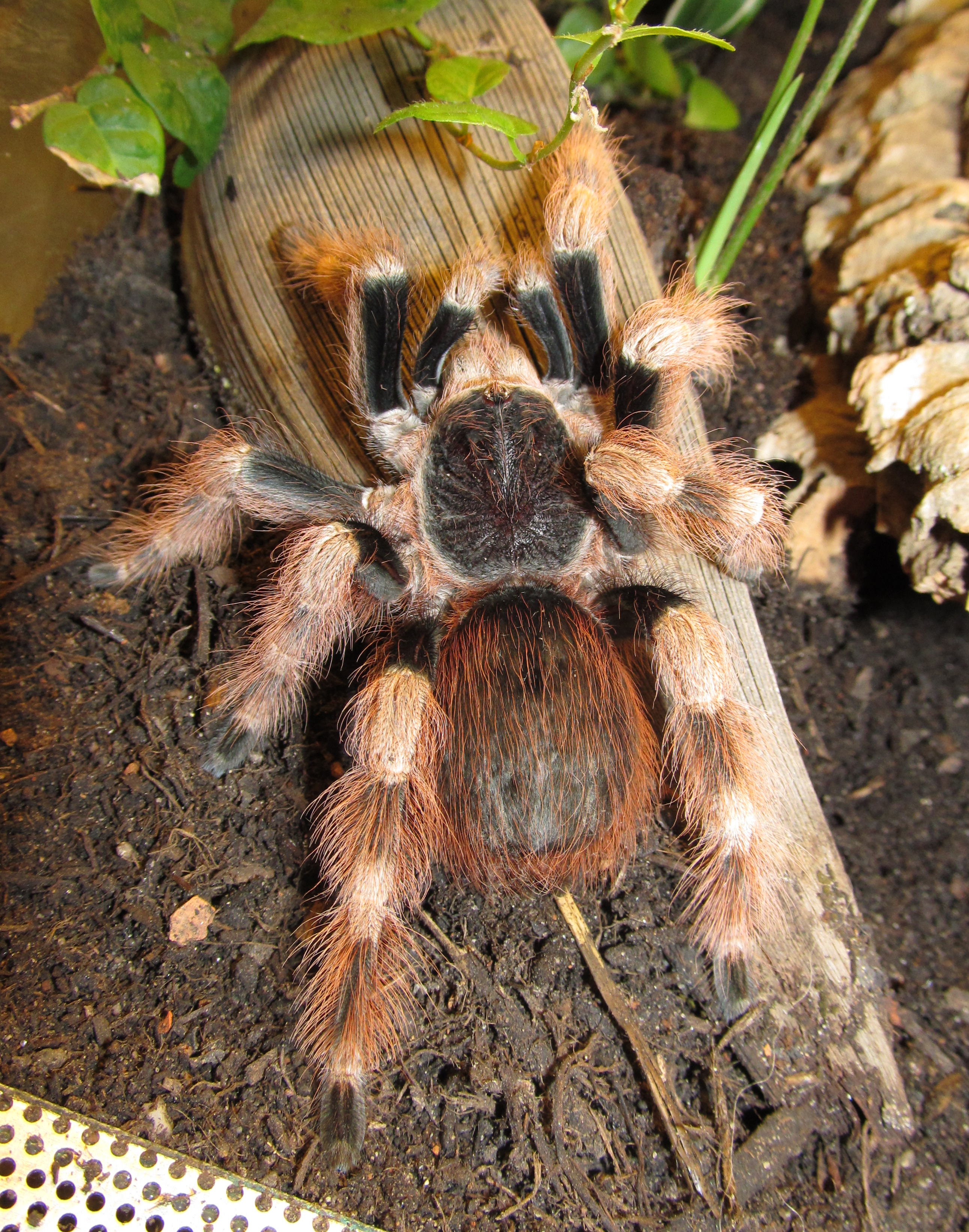
Jugendliches Weibchen
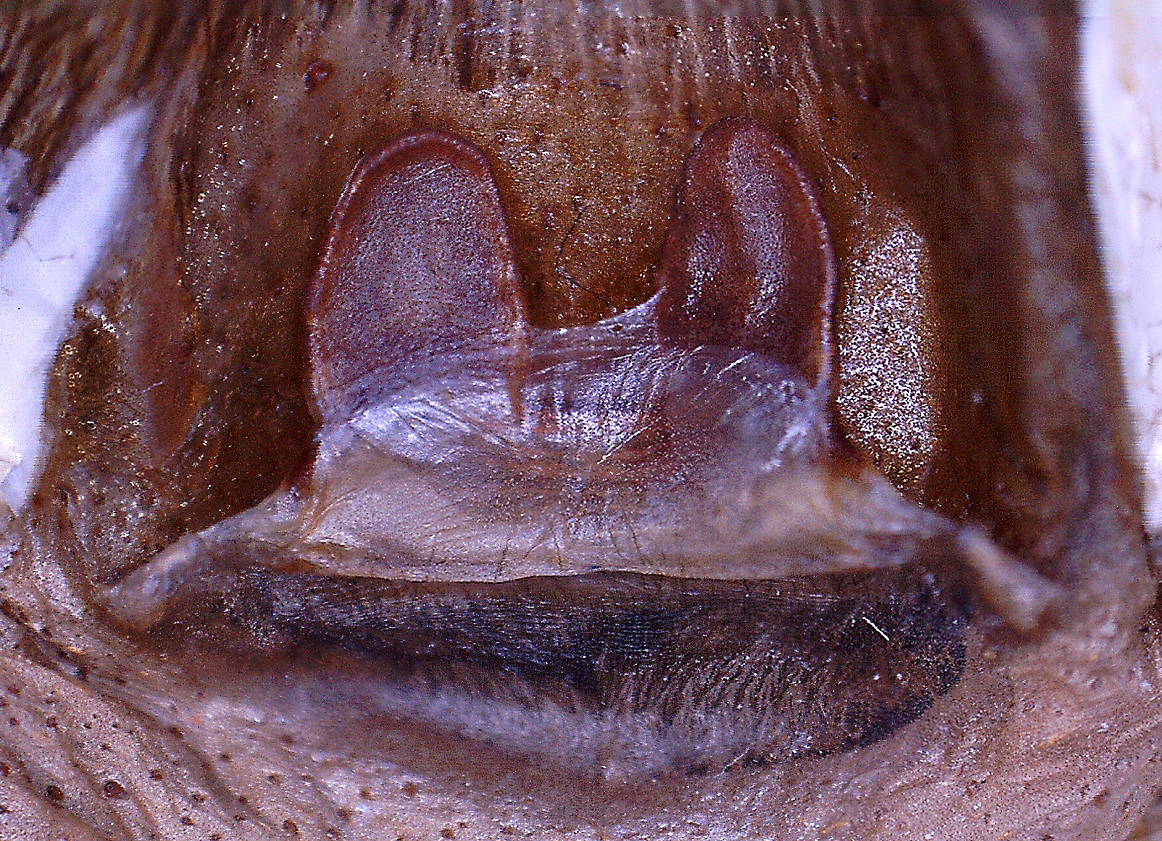
Spermathek

## Systematik
Nhandu coloratovillosus wurde vom Arachnologen Günter Schmidt 1998 als Holotyp einer neuen Gattung und Art Brazilopelma colloratovilosum beschrieben. Rogério Bertani hat die Art 2001 trotz vorhandener Tibiapophysen des Männchens in die Gattung Nhandu gestellt und Schmidt ist dieser Interpretation 2003 gefolgt.